# سكوت غرين
سكوت غرين (بالإنجليزية: Scott Green)‏ (15 يناير 1970 بوالسال في المملكة المتحدة - ) هو لاعب كرة قدم بريطاني في مركز الدفاع. لعب مع بولتون واندررز وديربي كاونتي ونادي ريكسهام وويغان أتلتيك ونادي تلفورد يونايتد وEuran Pallo ‏.

## وصلات خارجية
- سكوت غرين على موقع قاعدة بيانات كرة القدم.إي يو (الإنجليزية)
- سكوت غرين على موقع Soccerbase.com (لاعب) (الإنجليزية)
- سكوت غرين على موقع عالم كرة القدم.نت (الإنجليزية)